# Bancă de gene
Banca de gene (banca genetică) este un tip de depozit biologic cu scopul de a conserva informația genetică a organismelor. Băncile de gene sunt utilizate adesea pentru depozitarea materialului genetic al speciilor aflate în pericol de dispariție sau aproape de extincție. Ele sunt folosite pentru conservarea principalelor specii de culturi și varietăți, în scopul păstrării diversității culturilor.
Conservarea se realizează prin colectarea și depozitarea materialului reproductiv al organismelor. De exemplu, semințele și butașii pot fi colectați de la plante, sporii de la fungi și celulele de ovule și spermatozoizi de la animale. Organismele acvatice, precum coralii, sunt păstrate vii într-un mediu acvatic controlat.
Materialul colectat este adesea depozitat la o temperatură sub 0 °C. Materialul poate fi păstrat în condiții criogenice folosind azot lichid. Unele bănci de gene sunt bazate pe cultivarea continuă a organismelor vii, precum anumite specii de plante care sunt crescute într-un mediu nutritiv controlat sau habitate artificiale care adăpostesc anumite specii.
Băncile de gene sunt prezente în întreaga lume, cu obiective și resurse variate, iar una dintre cele mai mari este Banca Globală de Semințe Svalbard.

## Bancă de semințe

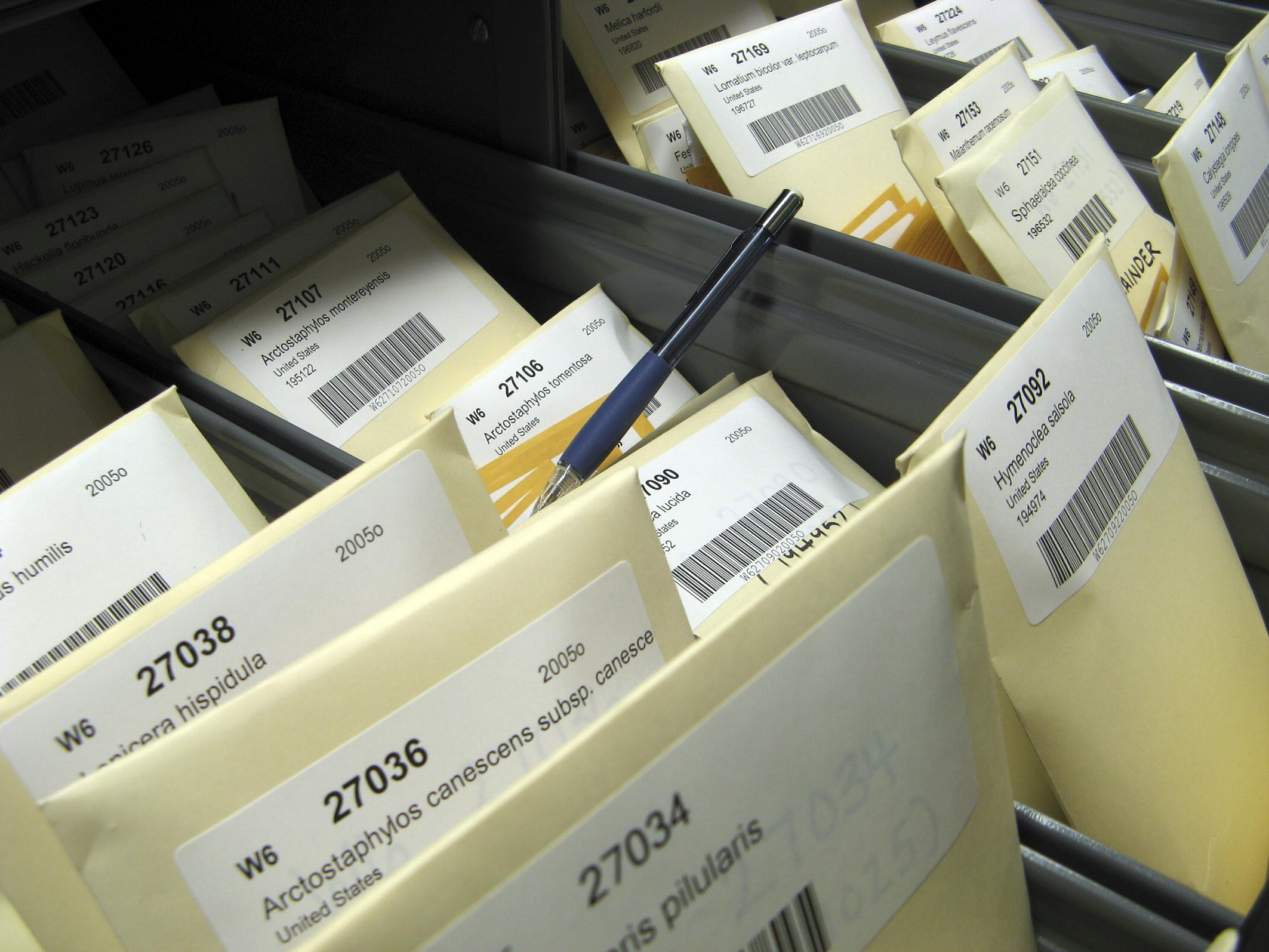
Bancă de semințe

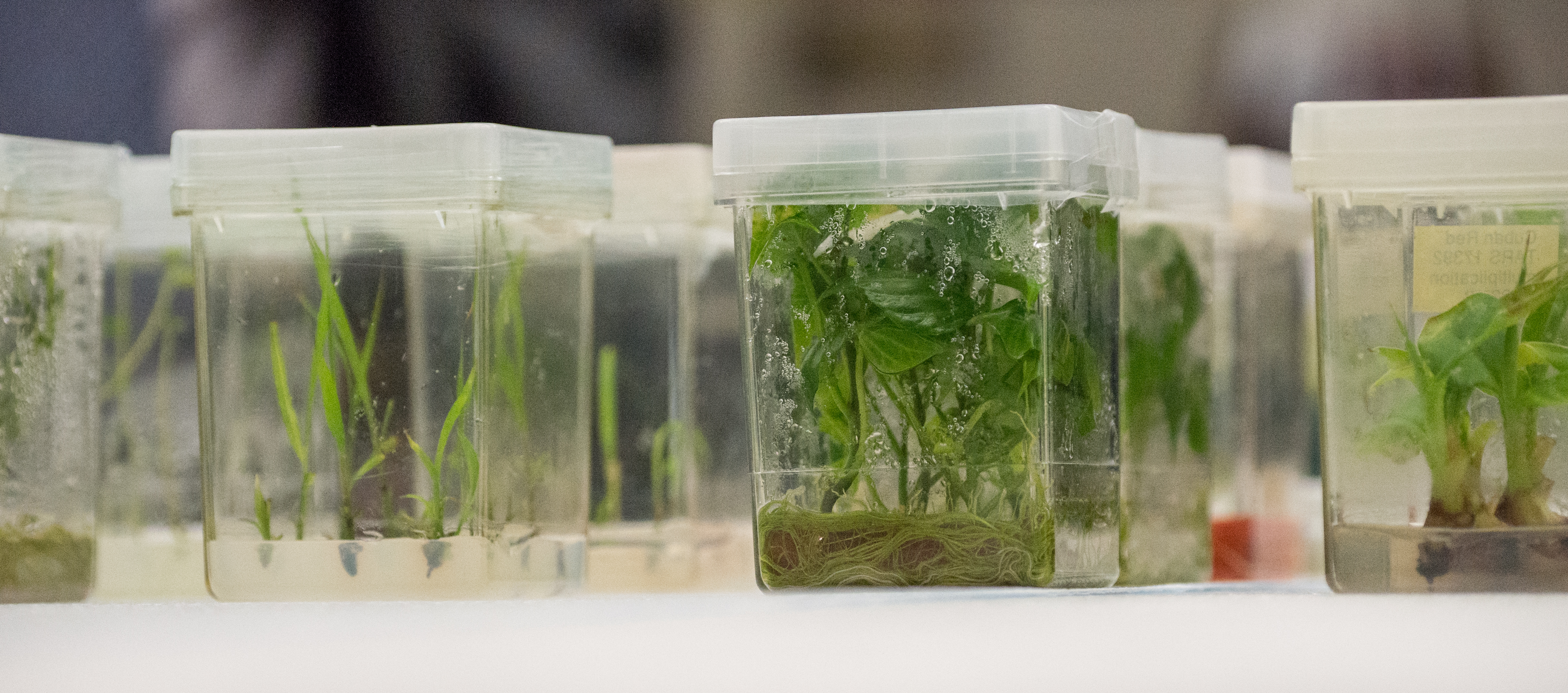
Culturi de țesuturi vegetale

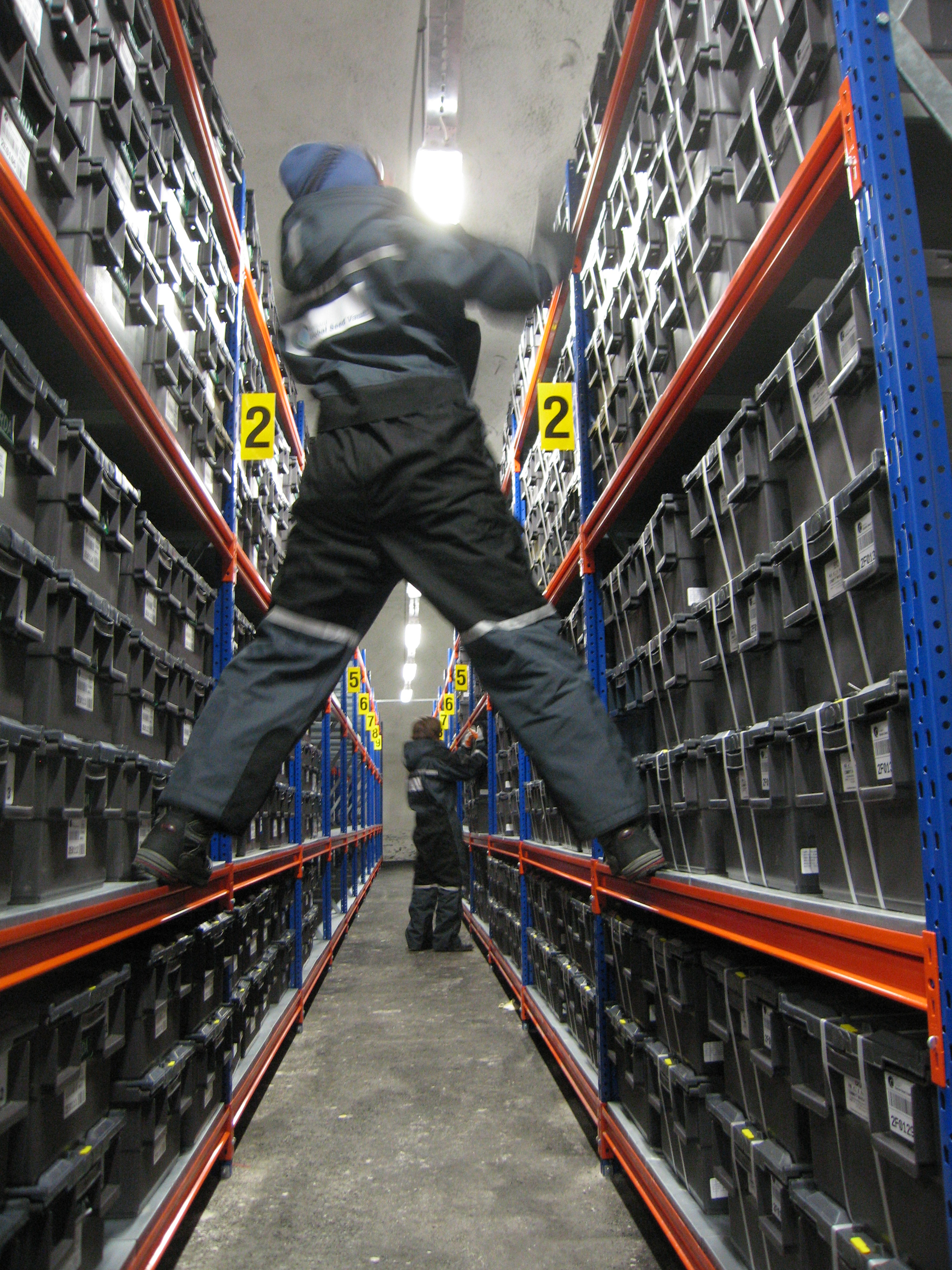
Depozitul Global de Semințe Svalbard

Banca de semințe (numită și seif de semințe) depozitează semințele pentru a conserva diversitatea genetică. Băncile de semințe sunt considerate biblioteci de semințe, conținând informații valoroase despre strategiile evoluate pentru a combate stresul plantelor și pot fi utilizate pentru a crea versiuni modificate genetic ale semințelor existente. Există multe motive pentru care semințele sunt depozitate:
- Pentru a păstra genele de care au nevoie crescătorii de plante pentru a spori randamentul, rezistența la boli, toleranța la secetă, calitatea nutrițională, gustul culturilor.
- Prevenirea pierderii diversității genetice în specii de plante rare sau amenințate.
- Conservarea valorilor istorice și culturale (plantele care erau folosite de oameni în urmă cu secole sunt mai puțin utlizate acum)

Colecțiile de semințe depozitate la temperaturi constante joase și cu umiditate scăzută sunt protejate împotriva pierderii resurselor genetice. Munca bărcilor de semințe se desfășoară adesea pe parcursul decadelor și chiar al secolelor.

### Condiții de depozitare și regenerare
Semințele sunt plante vii și trebuie păstrate în condiții de umiditate și temperatură controlate pentru a-și menține viabilitatea pe termen lung. Semințele normale pot supraviețui uscării și sunt conservate prin depozitare la temperaturi scăzute. Condițiile depind de longevitatea dorită și infrastructura disponibilă.
Uniunea Națională pentru Alimentație, Agricultură, împreună cu Bioversity International și James Harrington recomandă:
- Suma umidității relative și temperaturii (°F) să fie sub 100 pentru ca semințele să supraviețuiască 5 ani.
- Reducerea umidității cu 1% sau a temperaturii cu 10°F (5.6°C) dublează durata de viață a semințelor.
- Uscarea semințelor la 20% umiditate.
- Depozitarea acestora la −20°C în recipiente rezistente la umiditate.

Semințele unor specii, cum ar fi citricele sau cafeaua, necesită depozitare criogenică. În ciuda condițiilor de depozitare, semințele se degradează în timp, iar băncile de semințe monitorizează periodic viabilitatea acestora. Când germinarea scade sub un nivel prestabilit, semințele sunt regenerate prin colectarea unor semințe proaspete pentru depozitare.

### Longevitate
În februarie 2012, oamenii de știință au reușit să regenereze o plantă de silene stenophylla dintr-o sămânță de 32.000 de ani, găsită în permafrostul siberian. Țesutul semintei a fost cultivat în tuburi de test până când a fost transplantat în sol. Aceasta demonstrează capacitatea semințelor de a rămâne viabile pe perioade extrem de lungi. În contextul schimbărilor climatice, băncile de semințe joacă un rol esențial, oferind semințe rezistente la climă pentru conservarea biodiversității.

### Clasificarea băncilor de semințe
Băncile de semințe pot fi clasificate în trei tipuri principale:
- Bănci de semințe asistențialiste se concentrează pe sprijinirea nevoilor comunităților locale și ale fermierilor de mică aploare. Ele furnizează semințe adaptate condițiilor locale, ușor de cultivat și întreținut, cu potențial ridicat de producție și rezistență la dăunători și boli.
- Bănci de semințe productiviste se concentrează pe susținerea producției agricole la scară largă și a agriculturii comerciale, furnizând semințe potrivite pentru agricultura mecanizată.
- Bănci de semințe conservaționiste se concentrează pe conservarea diversității genetice a plantelor sălbatice și domestice. Acestea păstrează semințele de specii rare sau pe cale de dispariție și le pun la dispoziție pentru cercetare și programe de încrucișare.

| Profil   | Asistențialist                                   | Productivist                                                   | Conservaționist                             |
| -------- | ------------------------------------------------ | -------------------------------------------------------------- | ------------------------------------------- |
| Obiectiv | Conservarea semințelor pentru viitoarele recolte | Conservarea semințelor pentru îmbunătățirea culturilor actuale | Conservarea semințelor în caz de distrugere |
| Funcție  | Furnizează semințe fermierilor care nu le au     | Pune semințele la dispoziția cultivării unor noi culturi       | Păstrează semințele fără a le distribui     |

### Librărie de semințe
Librăria de semințe este o instituție care împrumută sau donează semințe, concentrându-se pe distribuirea lor publicului pentru a fi propagate și împărtășite mai departe, nu pentru conservare. Spre deosebire de băncile de semințe, care păstrează semințele pentru a le proteja de distrugere, librăriile de semințe au ca scop menținerea biodiversității agricole prin distribuirea unor varietăți rare, locale și de patrimoniu.
Librăriile de semințe se bazează de obicei pe donații și pot funcționa ca organizații caritabile pentru grădinari și fermieri. Metodele de distribuire a semințelor includ schimburi de semințe și împrumuturi de semințe, în care participanții iau semințe, le cultivă, păstrează semințele și le returnează. Ele sunt găzduite în librăriile publice pentru a încuraja implicarea comunității.

## Tipuri de bănci de gene

### Bănci de gene vegetale
Având ca obiectiv conservarea biodiversității agricole, bănci de gene vegetale sunt utilizate pentru a stoca și conserva resursele genetice ale plantelor de cultură majore și ale speciilor sălbatice conexe. Procedeele ce pot fi utilizate presupun înghețarea butașilor luați din plantă sau stocarea semințelor. Ulterior, se procedează prin dezghețare și reproducerea materialului genetic.

### Bănci de polen
Stocarea boabelor de polen în azot lichid permite refacerea plantelor cu un singur set de cromozomi.

### Bănci de gene animale
În cazul animalelor, conservarea biodiversității se realizează prin înghețarea spermei și a ovulelor prin crioconservare. Ulterior, este necesară o femelă vie care să joace rolul de gazdă pentru efectuarea inseminării artificiale. Deși este adesea dificil să se utilizeze material seminal sau ouă congelate, există multe exemple care arată că se poate face cu succes.
Materialul genetic dintr-o „bancă de gene” este conservat într-o varietate de moduri, cum ar fi înghețarea la -196°C în azot lichid, plasat în ecosisteme artificiale sau plasat în medii nutritive controlate.
Baza de date a celor mai mari bănci genetice din lume poate fi interogată printr-o interfață web comună, Genesys.

## Bănci de gene în România

### Proceduri
În organizare și funcționarea unei bănci de gene este imperios necesară respectarea unor reglementări comune la nivel supra-statal (europene și/sau internaționale) care să asigure calitatea materialului germinativ, și să împiedice transmiterea bolilor. România, prin calitatea sa de membru UE, are obligația de a implementa astfel de recomandări.

### Bănci de semințe
- Banca de Resurse Genetice Vegetale „Mihai Cristea” Suceava[15],

Proiectarea acestei bănci a început în anul 1982, la inițiativa dr. ing. Mihai Cristea, iar construcția a început în anul 1985, după o documentare temeinică în mai multe bănci de gene din acea perioadă și având la bază preocupările anterioare de ameliorare științifică, colectare și păstrare a materialului genetic vegetal. În anul 1987 s-a definitivat construcția laboratoarelor, iar în anul 1988 au fost edificate celulele de conservare. În perioada 1987-1990 banca de semințe a funcționat ca laborator specializat în cadrul Stațiunii de Cercetare-Dezvoltare Agricolă Suceava. Aceasta a devenit instituție publică de sine stătătoare în baza Hotărârii Guvernului României nr. 371 din 1990, subordonată direct Ministerului Agriculturii și Dezvoltării Rurale. Începând din anul 2009 ea a fost comasată cu Laboratorul Central pentru Calitatea Semințelor și a Materialului Săditor București, iar din anul 2018 a devenit instituție publică cu personalitate juridică în subordinea Academiei de Științe Agricole și Silvice „Gheorghe Ionescu Șișești”.
- Banca de Resurse Genetice Vegetale pentru Legumicultură, Floricultură, Plante Aromatice și Medicinale de la Buzău[19]

Această Bancă a fost înființată prin HG nr. 690 din 12 septembrie 2019, în cadrul Stațiunii de Cercetare Dezvoltare pentru Legumicultură de la Buzău (unitate cu tradiție, înființată în anul 1957), la inițiativa fostului ministru a Agriculturii - Petre Daea. Principalul obiect de activitate îl reprezintă explorarea, inventarierea, colectarea, cercetarea-dezvoltarea și conservarea resurselor fitogenetice. Mai concret, printre altele, protejarea soiurilor românești de legume, îmbunătățirea acestora prin cercetare și multiplicarea pentru producție a semințelor a peste 10.000 de soiuri de legume și plante medicinale și aromatice care ar putea asigura necesarul de hrană al României și ar aduce un aport substanțial industriei farmaceutice și alimentare. Banca a fost creată printr-un proiect coordonat de cercetătorul Costel Vânătoru, doctor în horticultură, membru corespondent al Academiei de Științe Agricole și Silvice „Gheorghe Ionescu-Șișești”.
După schimbarea de guvern și instalarea Guvernului Ludovic Orban, directorul Costel Vânătoru a fost demis de la conducerea instituției. El a fost reinstalat la presiunea specialiștilor și a locuitorilor din Buzău, dar a rămas singurul angajat deși ar fi trebuit ca, la 8 luni de la înființare, să existe cel puțin 12 angajați. De asemenea, deși a fost identificat terenul unde să fie construită investiția, nu au fost realizate alte demersuri. Cu ocazia vizitei în municipiul Buzău ministrului agriculturii, Adrian Oros, a menționat că Până acum, nu am primit, în zece luni, o cerere, nici din partea mediului academic, nici din partea celor care cunosc foarte bine ce înseamnă genetica vegetală, nici din partea Academiei de Științe Agricole și Silvice, care păstorește oarecum toată cercetarea științifică în domeniul agroalimentar.
- Banca de gene - Colecția de semințe Macea[25][26]

Universitatea de Vest "Vasile Goldiș" Arad a demarat un proiect intitulat "Banca de gene - Colecția de semințe Macea", pentru conservarea speciilor de plante din această zonă a țării. Colecția este una privată și este amplasată în pavilionul Castelului Macea, urmând a se organiza în fapt mai multe secții, cu funcționalități distincte și complementare. S-a reușit să se conserve, până acum, peste 2.700 de specii de plante, majoritatea exotice, iar specialiștii arădeni îmbogățesc anual colecția cu 500 de specii, făcând și schimburi de mostre cu institute din 25 de țări.
- Banca de gene din cadrul Stațiunii de Cercetare-Dezvoltare pentru Legumicultură - Bacău[27]

Stațiunea de Cercetare-Dezvoltare pentru Legumicultură din Bacău, subordonată Academiei de Științe Agricole și Silvice „Gheorghe Ionescu Șișești" și finanțată de Ministerul Educației și Cercetării, produce în principal: fasolea aurie „Auria de Bacău", ardeii și gogoșarii „Creola", ardeii grași „Dariana Bac", „Rebeca", ardeiul lung „Siret" și „Ionel". Ea a creat peste 50 de soiuri de hibrizi de legume și flori. În cadrul instituției există o bancă proprie de gene și laboratoare performante.
- Colecții de germoplasmă viticolă la Institutul Național de Cercetare-Dezvoltare pentru Biotehnologii în Horticultură - Ștefănești–Argeș[28]

Institutul Național de Cercetare-Dezvoltare pentru Biotehnologii în Horticultură - Ștefănești–Argeș a coordonat un număr de 6 unități viticole ce au studiat și identificat, în rețea, după un sistem unic și conform cerințelor internaționale, 766 de varietăți considerate autohtone, importante pentru zonele viticole respective și care trebuie complet caracterizate (ampelografic și molecular).

### Bănci de gene animale
- Banca de gene pentru animale de rasă Balotești-Ilfov[29]

Agenția Națională pentru Ameliorare și Reproducție în Zootehnie (ANARZ) a anunțat, prin vocea directorui său general, Gheorghe Reman, că intenționează să pună în funcțiune la Balotești, o bancă de gene pentru animale de rasă. Rațiunea practică a acestui demers constă în faptul că anumite specii, rase și linii de animale sunt, în România, pe cale de dispariție, deși ele fac parte din patrimoniul nostru tradițional. Este vorba, de exemplu, de Mangalița și Bazna la porcine, Sura de Stepă și Mocănița la bovine, Ratca și Țigaia cu cap ruginiu la ovine, precum și bivolii comuni.
- Banca de gene de la tauri din rasa Bruna din Austria, Elveția, SUA - Sighetu Marmației[35][36][37]

Stațiunea de Cercetare-Dezvoltare pentru Creșterea Bovinelor (SCDCB) din Sângeorgiu de Mureș a fuzionat cu Stațiunea de Cercetare și Producție pentru Creșterea Bovinelor (SCPCB) Sighetu Marmației înființată în anul 1972 și dotată de regimul comunist cu peste 2.500 de hectare de teren, peste 300 de angajați dintre care 60 de cercetători, 1.600 de bovine și structura imobiliară aferentă. Instituția din Sighetu Marmației a fost creată pentru ameliorarea rasei Bruna de Maramureș, rezultată din încrucișarea autohtonelor Sura de stepă și Mocănița cu rasa elvețiană Schwyz (Bruna Alpină). Bruna de Maramureș este una dintre extrem de puținele rase de bovine românești omologate la nivel mondial (1959). Stațiunea încă deținea în 2018 o bancă genetică extrem de valoroasă, de la tauri din rasa Bruna din Austria, Elveția, SUA și păstra chiar și material genetic de la Akeratos, acel taur unicat mondial, născut fără coarne, chiar acolo, în stațiune. Acțiunea a avut la bază atât dezinteresul instituțiilor statului cât și interese personale..
- Banca Națională de Gene pentru cabaline - Târgu Mureș[41][42]

Activitatea în domeniul crio-conservării materialului seminal de armăsar se desfășoară la centrul de colectare, prelucrare și conservare prin congelare a materialului seminal la specia cabaline, din cadrul depozitului de armăsari de la Târgu Mureș al Agenției Naționale pentru Zootehnie "Prof. dr. G. K. Constantinescu". Această Agenție este, totodată, și autoritate competentă pentru protecția resurselor genetice animale din România, în cadrul acesteia funcționând Serviciul de conservare și protecția resurselor genetice animale.

## Susținere financiară
La nivel european, măsurile luate pentru a asigura conservarea, caracterizarea, colectarea și utilizarea resurselor genetice în agricultură sunt susținute financiar de către Comisia Europeană prin Fondul European de Garantare Agricolă (FEGA), un instrument al Politicii Agricole Comune a Uniunii Europene